# Posarje
Posarje (nemško Saarland ; francosko Sarre) je nemška zvezna dežela, umeščena med deželo Porenje - Pfalška na severovzhodu, Francijo na jugozahodu, ima pa tudi zelo kratko mejo na severozahodu z Luksemburgom. Njeno glavno mesto je Saarbrücken. Spada med najmanjše nemške dežele po površini (2570 km2) in tudi po številu prebivalcev (dober milijon), obenem pa tudi med najgosteje poseljene (ok. 400/km2). Nastala je iz povojnega francoskega protektorata oz. okupacijske cone (1947–56) Saar. 